# 1 E9 m²
A szócikk címe technikai okok miatt pontatlan. A helyes cím: 109 m2.
Ez a lista segít összehasonlítani a különböző földrajzi területek méreteit, itt 1000 km² és 10 000 km2 közötti területek vannak feltüntetve.
- 1000 km²-nél kisebb területek
- 1000 km² egyenlő:
  - 100 000 hektár
  - kb. 386 négyzetmérföld
  - kb. 247 105 acre
  - egy 17,8 km sugarú kör területével
  - egy 31,6 km hosszú oldalú négyzet területével

## Afrika
- 1 651 km² – Zanzibar. tanzániai szigetek az Indiai-óceánban
- 1 860 km² – Mauritius. Indiai-óceán
- 2 170 km² – Comore-szigetek. Indiai-óceán
- 2 499 km² – Fokváros. Dél-afrikai Köztársaság
- 3 000 km² – Tana. Etiópia
- 4 033 km² – Zöld-foki Köztársaság. Atlanti-óceán
- 5 250 km² – Nasszer-tó, Egyiptom és Szudán határán
- 7 234 km² – Kanári-szigetek. Spanyolország
- 8 502 km² – Volta tó. Ghána
- 9 965 km² – Kinshasa. Kongói Demokratikus Köztársaság

## Ázsia
- 1 057 km² – Ulszan. nagyváros Dél-Koreában
- 1 074 km² – Csanghua megye. Taivan
- 1 092 km² – Hongkong
- 1 121 km² – Szapporo. Japán Hokkaidó prefektúra
- 3 702 km² – Goa. India

## Európa
- 1 004 km² – Valkeala. Finnország
- 1 015 km² – Ylikiiminki. Finnország
- 1 025 km² – Schwarzwald-Baar. Németország
- 1 030 km² – Saarijärvi. Finnország
- 1 032 km² – Saaremaa. Észtország
- 1 081 km² – Moszkva. Oroszország
- 1 086 km² – Haapavesi. Finnország
- 1 130 km² – Conwy. Wales
- 1 130 km² – Omagh. Észak-Írország
- 1 139 km² – Paltamo. Finnország
- 1 142 km² – Kitee. Finnország
- 1 161 km² – Liperi. Finnország
- 1 179 km² – Kuopio. Finnország
- 1 186 km² – Jämsä. Finnország
- 1 188 km² – Ruokolahti. Finnország
- 1 210 km² – Mäntyharju. Finnország
- 1 222 km² – South Ayrshire. Skócia
- 1 235 km² – Rautavaara. Finnország
- 1 238 km² – Puumala. Finnország
- 1 243 km² – Lolland. Dánia
- 1 246 km² – Val-d’Oise. Franciaország
- 1 262 km² – Berkshire. Anglia
- 1 262 km² – East Ayrshire. Skócia
- 1 276 km² – Nagy-Manchester. Anglia
- 1 310 km² – Szófia. Bulgária
- 1 325 km² – Fife. Skócia
- 1 466 km² – Shetland-szigetek. Skócia
- 1 493 km² – Luzern kanton. Svájc
- 1 552 km² – Dél-Yorkshire. Anglia
- 1 579 km² – Nagy-London. Anglia
- 1 589 km² – Viitasaari. Finnország
- 1 590 km² – Pembrokeshire. Wales
- 1 643 km² – Hertfordshire. Anglia
- 1 660 km² – Fuerteventura. Spanyolország
- 1 663 km² – Surrey. Anglia
- 1 700 km² – Skye. Skócia
- 1 729 km² – Zürich kanton. Svájc
- 1 745 km² – Worcestershire. Anglia
- 1 772 km² – Dél-Lanarkshire. Skócia
- 1 795 km² – Ceredigion. Wales
- 1 876 km² – Fermanagh. Észak-Írország
- 1 912 km² – Vättern. Svédország második legnagyobb tava
- 1 975 km² – Warwickshire. Anglia
- 1 980 km² – Gipuzkoa. Spanyolország legkisebb tartománya
- 1 991 km² – Nyugat-Sussex. Anglia
- 2 026 km² – Sankt Gallen kanton. Svájc
- 2 029 km² – Nyugat Yorkshire. Anglia
- 2 034 km² – Tenerife. Spanyolország
- 2 142 km² – Snowdonia Nemzeti Park. Wales
- 2 180 km² – Herefordshire. Anglia
- 2 182 km² – Angus. Skócia
- 2 187 km² – Stirling. Skócia
- 2 284 km² – Yvelines. Franciaország
- 2 479 km² – East Riding of Yorkshire. Anglia
- 2 512 km² – Réunion. Franciaország
- 2 586 km² – Luxemburg
- 2 600 km² – Puolanka. Finnország
- 2 601 km² – Vorarlberg. Ausztria
- 2 670 km² – Neuchâteli-tó. Svájc
- 2 757 km² – Drenthe. Hollandia
- 3 212 km² – Vaud. Svájc
- 3 249 km² – Rhône. Franciaország
- 3 263 km² – Aosta Valley. Olaszország
- 3 487 km² – Shropshire. Anglia
- 3 500 km² – Peipus-tó, Kelet-Európa
- 3 525 km² – Haut-Rhin. Franciaország
- 3 526 km² – Giurgiu megye. Románia
- 3 563 km² – Cornwall. Anglia
- 3 710 km² – Kovászna megye. Románia
- 3 801 km² – Suffolk. Anglia
- 3 864 km² – Szilágy megye. Románia
- 3 965 km² – Burgenland. Ausztria
- 4 054 km² – Dâmbovița megye. Románia
- 4 299 km² – Alpes-Maritimes. Franciaország
- 4 388 km² – Haute-Savoie. Franciaország
- 4 418 km² – Szatmár megye. Románia
- 4 453 km² – Ialomița megye. Románia
- 4 466 km² – Galați megye. Románia
- 4 716 km² – Prahova megye. Románia
- 4 766 km² – Brăila megye. Románia
- 4 781 km² – Loire. Franciaország
- 5 999 km² – Jura. Franciaország
- 6 013 km² – Northumberland. Anglia
- 7 045 km² – La Rioja. Spanyolország